# Бобровский, Онисим Иванович
Онисим Иванович Бобровский (1894—1958) — партийный деятель, председатель Смоленского губисполкома (1924-1926).

## Биография
Онисим Бобровский родился 15 февраля 1894 года в местечке Романово (ныне — Ленино в Горецком районе Могилёвской области). Окончил четырёхклассное городское училище. С раннего возраста работал на вино-дрожжевом заводе. В 1912 году Бобровский сдал экзамены на звание учителя и после этого работал по специальности. После Февральской революции он руководил союзом учителей-интернационалистов, а после Октябрьской революции стал членом Горецкого уисполкома, комиссаром народного просвещения, продовольственным комиссаром. В 1919—1923 годах руководил продовольственными комиссиями сначала в Белоруссии, затем в Сибири.
12 июля 1924 года Бобровский был избран председателем Смоленского губисполкома. Весной 1926 года по решению ЦК ВКП(б) он был направлен на работу в заготовительные органы в Сибири. С мая того же года Бобровский работал уполномоченным хлебопродукта в Новосибирске, с июня 1927 года — в Харькове, с мая 1928 года — уполномоченными объединения «Союзхлеб» в Алма-Ате.
С 1931 года Бобровский работал в Москве, был членом правления объединения «Союзпромкорм», заместителем начальника объединения «Главспирт». Позднее десять месяцев работал начальником Саратовского снабженческого отдела. С октября 1931 года Бобровский работал начальником сырьевого отдела «Главспирта», а с февраля 1936 года до конца жизни — в системе откорма и заготовки скота. Умер 5 марта 1958 года.
Был награждён орденом «Знак Почёта» и рядом медалей.